# Sheridan (Missouri)
Sheridan è un comune degli Stati Uniti d'America, situato nello Stato del Missouri, nella contea di Worth.